# Ftalato de dietila
Ftalato de dietila é um éster do ácido ftálico. É um líquido transparente e sem odor à temperatura ambiente, possuindo um gosto desagradável e amargo. Possui densidade maior que a água e é insolúvel na mesma. Sua síntese é artificial, não sendo encontrado na natureza.
O ftalato de dietila é um solvente adequado para moléculas orgânicas, sendo usado como veículo para cosméticos e fragrâncias. Também pode ser usado industrialmente como plastificante, a base de detergentes e aerossóis. Devido a frequente exposição à pele, a toxicidade desse composto é um objeto de estudo frequente. Estudos indicam que ftalato de dietila pode causar danos ao sistema nervoso e aos órgãos reprodutores masculino e feminino.

## Exposição
Devido ao seu uso como plastificante, o ftalato de dietila está muito presente no ambiente, principalmente perto de sua área de produção e uso. A biodegradação através de processos mediados por microrganismos pode ser prejudicial aos mesmos. Há também evidências de exposição danosa em humanos. A exposição não ocupacional (não ligada à profissão) ocorre através da dieta, por exemplo, medicamentos com cápsulas revestidas com ftalato e suplementos nutricionais, e através de produtos de consumo. A alta exposição ocupacional foi observada em trabalhadores manufaturando plastificantes diretamente. Estudos sugerem uma alta correlação entre amostras de ar e urina, sugerindo que a inalação de ftalatos de cadeia lateral através do ar é uma importante rota de exposição.

## Estrutura e Reatividade
O ftalato de dietila é um éter dietílico do ácido orto-benzenodicarboxílico. A molécula consiste em um anel benzênico com dois carboxilatos de etila ligados a ele na posição orto (1,2). É um sistema altamente conjugado, pois as nuvens pi do anel benzênico, os orbitais p no átomos de carbonila e os pares de elétrons dos átomos de oxigênio são todos conjugados. Os substituintes são meta-dirigentes e são orto para consigo, portanto, todas as posições do anel são mais ou menos igualmente ativadas. O ftalato de dietila tem uma tendência a biodegradar-se no meio ambiente. Processos de degradação abióticos tais como hidrólise, fotólise e oxidação têm um papel menos significante na degradação do ftalato de dietila.
Gases tóxicos são liberados em sua combustão.
{\displaystyle {\ce {C12H14O4 + 19O2 ->12CO2 + 7H2O}}}

## Síntese
É produzido pela reação do anidrido ftálico e etanol na presença de ácido sulfúrico, atuando como catalisador. O anidrido ftálico é produzido tanto pelo processo Oxo quanto pelo processo Ald-Ox do etanol e oxidação do naftaleno ou orto-xileno. A pureza dos ésteres produzidos dessa maneira é de 99,7% a 99,97%; as principais impurezas são ácido isoftálico, ácido tereftálico e anidrido maleico.

## Metabolismo
Após a ingestão oral, o Ftalato de dietila é hidrolisado para o monoéster ftalato de monoetila e etanol no lúmen intestinal ou nas células mucosas do intestino. A hidrólise do ftalato de dietila ocorre nos rins e fígado, depois de uma absorção sistêmica. Depois da distribuição nos tecidos através do corpo, o ftalato de dietila acumula-se nos rins e fígado. Os produtos do metabolismo são excretados na urina.

## Biodegradação

### Por microrganismos
A biodegradação do ftalato de dietila no solo ocorre por hidrólise sequencial das duas cadeias do composto para primeiro gerar ftalato de monoetila, e depois ácido ftálico. Essa reação ocorre de forma lenta em ambiente abiótico. Existe uma maneira alternativa de biodegradação que inclui transesterificação ou desmetilização por microrganismos, caso também houver contaminação do solo com metanol; nesse sentido seria produzido três compostos intermediários, ftalato de etila e metila, ftalato de dimetila e ftalato de monoetila. Essa biodegradação é observada em várias bactérias de solo. Algumas bactérias com essa habilidade têm enzimas especificas na degradação de ésteres de ácido ftálico, tais como ftalato dioxigenase, ftalato de hidrogenase, ftalato oxigenase e ftalato decarboxilase. Os intermediários desenvolvidos da transesterificação ou desmetilização, ftalato de metila e etila e ftalato de dimetila tem efeitos tóxicos e rompem a membrana plasmática dos microrganismos.

### Biodegradação por mamíferos
Estudos recentes mostram que ftalato de dietila, um éster ftálico, é hidrolisado para seus monoésteres pela colesterol estearase pancreática, presente em porcos e vacas. Essas enzimas presentes em mamíferos não são especificas para degradação de ésteres de ácido ftálico, em relação a diversidade de cadeias laterais alquilas.

## Toxicidade
Pouco se sabe sobre a toxicidade crônica do ftalato de dietila, porém, a informação existente sugere toxidade baixa. Alguns estudos sugerem que alguns ftalatos afetam o desenvolvimento do sistema reprodutor masculino, via inibição da biossíntese do androgênio. Em ratos, por exemplo, repetidas doses de ftalato de dietila resultam em perda de células germinativas nos testículos. Porém, o ftalato de dietila não acarreta mudança das características sexuais dos machos.

### Teratogenia
Quando ratas grávidas foram tratadas com ftalato de dietila, ficou evidente que certas doses causaram má formação esquelética dos fetos, enquanto que não houve má formação nos fetos de ratas que não receberam as doses. O grau de má formação cresceu de acordo com a dose aplicada. Em um estudo posterior, descobriu-se que tanto os diésteres quanto os seus produtos metabólicos estavam presentes no sangue materno, no tecido fetal e na placenta das ratas tratadas. Os resultados sugerem que a toxidade em embriões e fetos poderiam ter sido resultado de um efeito direto do composto químico sobre o desenvolvimento embrionário.

### Efeitos a longo prazo
Um estudo que sugere uma possível associação entre plastificantes (tais como ftalato de dietila) com conhecidas atividades estrogênicas e antiandrogênicas é a causa de desenvolvimento precoce de seios em mulheres. Outros estudos mostram que ftalatos em um chão de PVC induzem este comportamento em crianças. Pós de ftalatos estão ligados a sintomas de autismo e doenças associadas, e a hiperatividade e déficit de atenção.